# Godzilla 2000: Millennium
Godzilla 2000: Millennium (ゴジラ2000 ミレニアム, Gojira Nisen: Millennium), conocida en España como Godzilla 2000: El Dinosaurio Mutante, es una película de 1999 dirigida por Takao Okawara y escrita por Hiroshi Kashiwabara y Wataru Mimura. Fue la vigésima tercera película de la saga de Godzilla. Es la única película con la aparición de Orga y se estrenó el 11 de diciembre de 1999. División de Sony Pictures Entertainment, TriStar la lanzó en los Estados Unidos en el 2000 como Godzilla 2000, el último de la serie Godzilla en hacer una aparición teatral de América del Norte. Esta película comienza efectivamente y establece el tono para la serie del Milenio: No tiene en cuenta la continuidad establecida por ninguna película anterior, en lugar de conservar solo la versión original de Godzilla y trabajar otras apariciones en los años intermedios. A pesar de que es la primera película de la serie Millennium, Godzilla 2000 y el resto de las películas de dicha era, todas se filmaron durante la era Heisei.

## Argumento
Godzilla es una fuerza literal de la naturaleza para Japón (después del incidente en 1954). La predicción de redes Godzilla (GPN) funcione de forma independiente para estudiar el dinosaurio mutante y predecir sus recaladas. Mientras tanto, los científicos de la Crisis de Control de Inteligencia (CCI) encuentran un ovni de sesenta millones de años en lo profundo de la fosa de Japón. Como CCI intenta aumentar el ovni para estudio, se despega hacia el cielo por su propia cuenta. Godzilla llega y las batallas de la Fuerzas de Autodefensa de Japón, ahora equipado con potentes Full Metal misiles, pero el ovni aparece, en busca de información genética que solo Godzilla posee. Combate Godzilla a un punto muerto, el monstruo de conducción bajo el agua, y luego a tierra para reponer su energía solar. 
Yuji Shinoda, el fundador de la GPN, descubre el secreto de las propiedades regenerativas de Godzilla (Organizador llamado G1 en la versión japonesa, pero regenerador de G1 en la versión americana), pero también lo ha hecho el ovni. Se libera de los intentos de la JSDF para contenerla, y se dirige a Shinjuku. Después de aterrizar sobre la ciudad de Torre, que comienza a drenar todos los archivos acerca de Godzilla de los ordenadores principal de Tokio. ICC intenta destruir el ovni con cargas explosivas, pero Shinoda, tratando de averiguar más acerca de los extraterrestres, es casi atrapado en la explosión. Él sobrevive, y se une al resto del elenco en una azotea, mirando el ovni. Casi en respuesta, las emisiones UFO su mensaje de la invasión y un nuevo imperio en la tierra, y Shinoda revela que los aliens van tras del ADN de Godzilla para que puedan volver a formar sus cuerpos. 
Godzilla llega y comienza una lucha a traves de la ciudad con el UFO ,Sin embargo es sometido por asalto el ovni, y que absorbe parte de su organizador G1, convirtiéndose en una criatura hibrida de calamar, llamado el Millennian. Sin embargo, el millennian incapaz de tomar el control sobre el ADN de godzilla comienza a mutar y se transforma en un horrible monstruo llamado Orga. Godzilla se recupera y prosigue en la lucha contra Orga, pero con el tiempo orga logra dominar la batalla, y comienza a morder a godzilla, ya que empieza a obtener su ADN y continua mutando todavia mas ya que se a propuesto como objetivo transformarse en un clon de godzilla,sin embargo godzilla logra igualar a orga en un momento dado ,para finalmente usar su rayo atomico en contra de orga, este ultimo aparentemente muerto resurge de entre las cenizas y revela que esta lejos de haber sido derrotado ,por ultimo y en un intento desesperado por adaptarse al ambiente terricola, tratando de convertirse en un clon de Godzilla, Orga abre la boca, con la intención de tragar a Godzilla para sacar más ADN y transformarse en un clon de godzilla, Godzilla ,viendo que se regenera mas rapido que el y viendo que la batalla podria postergarse mucho mas,deliberadamente mete su cabeza en en la garganta de orga, este todavia consigue mutar un poco mas ,aumenta de altura y comienza a transformarse, le comienza a salir piel de godzilla, y le empiezan a crecer los picos en la espalda, sin embargo, cuando esta a punto de transformarse en su clon, godzilla desata su pulso nuclear adentro de su boca, explotándolo en pedazos en el proceso, entonces Godzilla mata a Mitsuo Katagiri, jefe de la CCI, antes de comenzar un alboroto a través de Tokio.

## Casting
| Papel           | Actor            | Doblaje Español       | Doblaje Español  |
| --------------- | ---------------- | --------------------- | ---------------- |
| Godzilla        | Tsutomu Kitagawa | Tsutomu Kitagawa      | Tsutomu Kitagawa |
| Yuji Shinoda    | Takehiro Murata  | Bardo Miranda         | ¿?               |
| Yuki Ichinose   | Naomi Nishida    | ¿?                    | ¿?               |
| Shiro Miyasaka  | Shirō Sano       | ¿?                    | ¿?               |
| Mitsuo Katagiri | Hiroshi Abe      | José Gilberto Vilchis | ¿?               |
| Io Shinoda      | Mayu Suzuki      | ¿?                    | ¿?               |
| Reportero A     | Shinsuke Kasai   | Roberto Mendiola      | ¿?               |
| Reportero B     | Atsuko Kohata    | ¿?                    | ¿?               |
| Orga            | Makoto Ito       | Makoto Ito            | Makoto Ito       |

## Producción
Debido a la gran demanda de los fanáticos de que revivan la saga de Godzilla, comenzó el desarrollo de una nueva producción de Tōhō dos meses después del lanzamiento de Godzilla de TriStar. El productor ejecutivo Shogo Tomiyama contrató a Hiroshi Kashiwabara (escritor de Godzilla vs. Spacegodzilla) y Wataru Mimura (escritor de Godzilla vs. Mechagodzilla II), Kashiwabara sintió que tenían que volver a las raíces de Godzilla y reexaminar lo que lo hacía único.
Respecto al diseño de Godzilla, el director Takao Okawara quería hacer «algo nuevo» y notó que la altura de Godzilla ha cambiado a lo largo de los años, afirmando, «sentí que esa distancia entre los seres humanos y Godzilla era demasiado, así que redujimos su altura a algo más cerca del original a aproximadamente 170 pies».
Godzilla 2000 se produjo con un presupuesto de aproximadamente $8.3 millones. Kenji Suzuki, quien había trabajado como asistente de dirección en las películas anteriores de Godzilla, supervisó los efectos especiales. El trabajo de efectos en miniatura no se destacó tan fuertemente como lo había sido en las entregas anteriores. En cambio, las técnicas de composición como la clave de croma se utilizaron en gran medida para integrar la materialización Godzilla de la suitmation en tomas de lugares de la vida real. La película también contiene la primera toma totalmente generada por computadora de Godzilla realizada en una producción japonesa (las películas anteriores solo usaban CGI para visualizar representaciones de pantallas gráficas de Godzilla o para mezclar efectos de computadora con una toma de acción en vivo). 

## Versiones en inglés
Hubo dos versiones dobladas en inglés de esta película. Como es práctica habitual para Tōhō, la película fue doblada originalmente en Hong Kong para su uso en la versión internacional de Tōhō. Para el lanzamiento teatral de Sony, la película fue totalmente re-doblada por actores de voz asiático-americanos (Schlesinger deliberadamente tomó esta decisión porque no quería que los personajes sonaran como si fueran «de Wisconsin»).
Sony gastó aproximadamente un millón de dólares para reeditar y copiar la película en inglés, y una suma adicional de entre diez y doce millones de dólares para comercializarla.

## Cambios en la versión en inglés
La versión doblada en inglés de la película tiene una duración de 88 minutos, 17 minutos menos que la versión japonesa de 105 minutos. La mayoría de estos fueron eliminaciones menores hechas para mejorar el ritmo de la película, y el diseño de sonido fue completamente re-hecho. J. Peter Robinson compuso nueva música destinada a complementar la música de Takayuki Hattori. El doblaje tiene un tono humorístico, irónico, aparentemente en homenaje a los doblajes de Godzilla de los 60 y 70, los diálogos también fueron rediseñados para cambiar o descartar ciertos detalles expositivos. Algunos fanáticos han criticado la versión doblada en inglés de Godzilla 2000 por acaparar lo que perciben como una película «seria»; sin embargo, Toho y Takao Okawara aprobaron todos los cambios a la película con anticipación, y varias secuencias divertidas a lo largo de la historia (como las personas que sobreviven cómicamente al ataque de Godzilla al principio de la película) establecen un tono alegre y hacen evidente que no estaba destinado a ser tomado en serio. En una entrevista en Video Watchdog # 71, Schlesinger notó que las personas en la vida real tienden a hablar humorísticamente; también sentía que dar al público un diálogo intencionalmente divertido los haría menos propensos a reírse de las escenas de monstruos, que se suponía debían tomarse en serio. Originalmente, la película terminó con las palabras «The End?» en letras caricaturescas, pero Mike Schlesinger y Toho lo rechazaron. «¿Fin?» fue eliminado de versiones posteriores de video casero y televisión. El final fue conservado por error para el VHS de la película con subtítulos en español. 

## Taquilla
Desde su estreno en Japón el 11 de diciembre de 1999 y recaudó aproximadamente quince millones de dólares, con aproximadamente dos millones de entradas. La película fue un éxito de taquilla moderado, y fue el lanzamiento doméstico más taquillero de Japón de la temporada de vacaciones de 1999, en parte debido a la exageración del Y2K de finales de la década de 1990.
Tristar Pictures lanzó Godzilla 2000 en 2111 cines norteamericanos el 18 de agosto de 2000. Obtuvo un total de $4 407 720 ($2087 por pantalla) en su primer fin de semana, en camino a un total bruto de $10 037 390. Las películas de Future Millennium Godzilla serían lanzadas directamente a DVD en Norteamérica.

## Recepción
El lanzamiento norteamericano de Godzilla 2000 se encontró con una reacción crítica mixta. Actualmente tiene una calificación del 56% en Rotten Tomatoes entre todos los críticos, con Critics Consensus como «Godzilla 2000 es cursi, risible y buena diversión entretenida».
El lanzamiento norteamericano de Godzilla 2000 fue recibido con una respuesta crítica mixta. El agregador de reseñas Rotten Tomatoes informó que el 57% de los críticos le dieron a la película una reseña positiva basada en 69 reseñas, con una calificación promedio de 5.68/10. El consenso de los críticos del sitio dice: «Godzilla 2000 es cursi, risible y muy divertido». El Metacritic, la película ha una puntuación media ponderada de 41 sobre 100 basada en 23 críticos, lo que indica «críticas mixtas o medias». El público encuestado por CinemaScore le dio a la película una calificación promedio de «B–» en una escala de A+ a F.
Bruce Westbrook del Houston Chronicle dijo que la película «aprovecha un sentido de asombro ahora raro e inocente» y que «sus escenas de acción están bien concebidas», resumiéndolas como «una historia adorablemente divertida», con «incursión en tramas insípidas, malos doblajes y hombres con trajes de goma destrozando decorados en miniatura». Owen Gleiberman de Entertainment Weekly le dio a la película una calificación de «B», diciendo que Godzilla 2000 «aterriza en una imaginativa línea de falla en algún lugar entre la vulgaridad y el asombro». Jay Carr de The Boston Globe llamó a Godzilla 2000 dijo que es«un montón de diversión, y algo más». Lou Lumenick del New York Post dijo que «es fantástico tener de vuelta al tipo grande». James Berardinelli de ReelViews dijo que la película «usa la fórmula de Godzilla de manera efectiva» y «representa entretenimiento sólido, cursi y escapista». Maitland McDonagh de TV Guide elogió la película y dijo que «los fanáticos no querrán perderse esta adición al canon».
Susan Wloszczyna de USA Today dijo que Godzilla 2000 «puede ser aburrido, pero la familiaridad de todo lo hace parecer ceremonial, un ritual reconfortante». David Edelstein de Slate dijo que «periódicamente entraba en trance», pero agregó que «es divertido de ver» y «todavía se las arregla para disipar algo del hedor persistente de el remake de 1998 de Roland Emmerich».
Entre los sitios web relacionados con kaiju, Stomp Tokyo dijo que «hay algunos efectos especiales bastante impresionantes» y concluyó que «Godzilla 2000 funciona bastante bien, si no espectacularmente». Toho Kingdom criticó la versión japonesa y dijo que «no es difícil ver por qué Godzilla 2000 fue mal recibido en Japón», pero agregó que «la versión estadounidense... es infinitamente mejor que su contraparte japonesa de ritmo lento. En total, la versión estadounidense hizo numerosos cortes muy necesarios de la película para ajustarla».

## Reconocimientos
| Año  | Premio        | Categoría               | Película      | Resultado |
| ---- | ------------- | ----------------------- | ------------- | --------- |
| 2002 | Saturn Awards | Best Home Video Release | Godzilla 2000 | Nominado  |

## Medios caseros
Godzilla 2000 se lanzó en DVD el 26 de diciembre de 2000 y luego en Blu-ray, particularmente en 2014 en América del Norte, el Blu-ray de América del Norte incluyó los cortes japoneses y estadounidenses de la película. 